# Carnival Panorama
Carnival Panorama è la quarta nave da crociera della classe Vista, costruita presso il cantiere navale Fincantieri di Marghera (VE) per la compagnia di navigazione statunitense Carnival Cruise Line cui è stata consegnata il 29 ottobre 2019 salpando il 31 ottobre per raggiungere Long Beach in California, suo porto di armamento, dal quale partirà per la crociera inaugurale l'11 dicembre 2019.
Originariamente era prevista la sua entrata in servizio per P&O Cruise Australia ma il gruppo Carnival decise successivamente di trasferirla alla Carnival Cruise Line, e di far passare Golden Princess alla flotta australiana di P&O.

## Storia
Il taglio della prima lamiera è avvenuto il 7 luglio 2017 presso lo stabilimento di Marghera, a Venezia, dando il via alla costruzione della nave.
Impostata il 10 gennaio 2018 sul bacino ove, il 6 dicembre dello stesso anno, ha avuto luogo il suo varo tecnico. La nave è stata consegnata a Carnival Cruise Line il 29 ottobre 2019. Il 31 ottobre la nave ha lasciato lo stabilimento Fincantieri di Marghera alla volta della California.

## Navi gemelle
- Carnival Vista - costruzione n. 6242
- Carnival Horizon - costruzione n. 6243
- Costa Venezia - costruzione n. 6271
- Costa Firenze [3] - costruzione n. 6273